# 理查德·贝梅尔
小乔治·理查德·贝梅尔（George Richard Beymer Jr.，1938年2月20日—）是一位美国演员、电影制片人和艺术家，著名作品包括《西区故事》、《安妮日记》和《双峰》。

## 生平
他出生于爱荷华州阿沃卡，是印刷商乔治·理查德·贝梅尔和他的妻子尤妮斯（Eunice，née Goss）的儿子。他们家于1940年搬到了洛杉矶。
1949年，贝梅尔开始在洛杉矶儿童电视连续剧《Sandy Dreams》中出演，直至13岁。他的电影处女作是維多里奧·狄西嘉的《终站》（1953）。
他与大卫·O·塞尔兹尼克签订了一年的合同，但主要还是出演电视剧。他因《安妮日记》（1959）而出名，和20世纪福克斯签约并开始被视为未来的明星。
他通过在《西区故事》（1961）中饰演托尼一角大获成功，与巴比·达林和沃伦·比蒂一同获得了1962年金球奖年度演员新星奖。
1964年，贝梅尔参与了密西西比州的“自由之夏”。期间拍摄了纪录片《A Regular Bouquet: Mississippi Summer》，记录了志愿者为非裔美国人登记投票的努力，之后基本退出电影界。
他在1973年开始从事制片，自己编剧、制作、导演和主演了《The Innerview》，后于1982年回到洛杉矶重新开始参演电影。

## 电影之外
2007年，贝梅尔完成并自己出版了他的第一本书，即半自传小说《冒名顶替者：理查德·贝梅尔怎么了？》 （Impostor: Or Whatever Happened to Richard Beymer?），讲述一个年轻演员努力寻找自我的故事。
他居住在爱荷华州费尔菲尔德，在那里他继续拍摄电影并写作、雕刻和绘画。他学习过超自然冥想。